# Telex (Eingabemethode)
Telex ist eine Eingabemethode für die vietnamesische Schrift. Sie nutzt Digraphen und Buchstaben zur Eingabe der verschiedenen Kombinationen vietnamesischer Buchstaben, was den einzugebenden Text deutlich lesbarer als z. B. bei VIQR macht.
Für Sonderzeichen des vietnamesischen Alphabets werden folgende Digraphen verwendet, die anstelle des jeweiligen Zeichens eingegeben werden:
| Eingabe | Buchstabe |
| ------- | --------- |
| aw      | ă         |
| aa      | â         |
| dd      | đ         |
| ee      | ê         |
| oo      | ô         |
| ow      | ơ         |
| uw      | ư         |

Zur Eingabe der Tonzeichen werden bestimmte Buchstaben entweder direkt hinter dem Vokal oder am Ende des Wortes eingegeben, die dann als Tonzeichen über dem korrekten Buchstaben erscheinen.
| Ton                                 | Eingabe         | Beispiel        |
| ----------------------------------- | --------------- | --------------- |
| erster Ton (konstant)               | nichts (oder z) | ngang → ngang   |
| zweiter Ton (fallend)               | f               | huyeenf → huyền |
| dritter Ton (steigend)              | s               | sawcs → sắc     |
| vierter Ton (unterbrochen steigend) | r               | hoir → hỏi      |
| fünfter Ton (hoch steigend)         | x               | ngax → ngã      |
| sechster Ton (tief fallend)         | j               | nawngj → nặng   |

Werden mehrere Tonzeichen eingegeben, wird das letzte Tonzeichen verwendet.
Telex ist weit verbreitet, vor allem wegen der schnellen Eingabe (da anders als z. B. bei VIQR keine Sonderzeichen benötigt werden, und der Ton stets korrigiert werden kann).